# 阿爾卡季伊夫齊
49°30′47″N 27°9′37″E / 49.51306°N 27.16028°E
阿爾卡迪伊夫齊（烏克蘭語：Аркадіївці）是位於烏克蘭西部的村莊，由赫梅利尼茨基州裡赫梅利尼茨基區的利索維-赫里尼夫齊市鎮負責管轄。該村面積1.72平方公里，海拔高度332米，2001年人口529，人口密度每平方公里307.7人。